# Hella Graf
Helena „Hella“ Bertha Graf (* 13. Dezember 1902 in Zürich; † 22. Februar 1991 in Berlin) war eine deutsche Schauspielerin, Synchronregisseurin, Synchronbuchautorin und Synchronsprecherin.

## Leben und Wirken
Hella Graf trat von 1935 bis 1937 in mehreren Kurzfilmen und in einigen Spielfilmen auf. Später arbeitete sie für die DEFA als Synchronregisseurin. Unter anderem führte sie von 1968 bis 1978 die Synchronregie bei acht Filmen der Reihe über die Olsenbande.
Hella Graf war mit dem Filmemacher Ludwig Carlsen (Pseudonym von Karl Schulz) verheiratet. Sie starb 1991 in Berlin.

## Filmografie
Schauspielerin:
- 1935: 3 x Ehe (Dreimal Ehe) (Kurzfilm)
- 1935: Postlagernd XYZ (Kurzfilm)
- 1936: Schlußakkord
- 1936: Weiberregiment
- 1936: Karo König (Kurzfilm)
- 1936: Glück und Glas (Kurzfilm)
- 1936: Die fremde Hand (Kurzfilm)
- 1937: Der Fußball (Kurzfilm)
- 1937: Das kleine Fräulein träumt (Kurzfilm)
- 1937: Vom Regen in die Traufe (Kurzfilm)
- 1937: Die Wunderkur (Kurzfilm)
- 1937: Heiratsinstitut Ida & Co
- 1937: Heinz hustet (Kurzfilm)
- 1937: Wenn Frauen schweigen
- 1937: Zu neuen Ufern

Synchronsprecherin:
- 1938: Pettersson & Bendel (Pettersson & Bendel)[2]
- 1950: Goldsucher (Парень из тайги)[3]

Synchronregisseurin:
- Nero und Struppi (auch Synchronautorin)[4]
- 1949: Lúdas Matyi (Lúdas Matyi) (auch Synchronautorin)[5]
- 1951: Befreites China (Освобождённый Китай), Dokumentarfilm  (auch Synchronautorin)[6]
- 1954: Im Eismeer verschollen (Море студеное)[7]
- 1957: Der Fall des Dr. Laurent (Le cas du Docteur Laurent)
- 1958: Der Hofnarr (Rigoletto) (von Flavio Calzavara)[8]
- 1958: Die Abenteuer des gestiefelten Katers (Новые похождения Кота в сапогах)
- 1958: Liebe und Geschwätz (Amore e Chiacchiere)[9]
- 1960: Robin Hood und die Piraten (Robin Hood e i pirati)[10]
- 1960: Liebe in Moll (Casta diva)
- 1962: Planet der Stürme (Планета бурь)
- 1962: Du bist keine Waise (Ты не сирота)[11]
- 1965: Held im Hemd (Carry On Jack)[12]
- 1965: Majestät auf Abwegen (Mit csinált Felséged 3-tól 5-ig?)[13]
- 1967: Das Märchen vom Zaren Saltan (Сказка о царе Салтане)
- 1968: Die Olsenbande (Olsen-banden)
- 1971: Musketier mit Hieb und Stich (auch Das Brautpaar des Jahres 2, Les Mariés de l’an II)
- 1971: Die Olsenbande fährt nach Jütland (Olsen-banden i Jylland)
- 1972: Die Olsenbande und ihr großer Coup (Olsen-bandens store kup)
- 1973: Die Olsenbande läuft Amok (Olsen-banden går amok)
- 1973: Ein Alibi für Mitternacht (Les granges brûlées)
- 1974: Der (voraussichtlich) letzte Streich der Olsenbande (Olsen-bandens sidste bedrifter)
- 1975: Die Olsenbande stellt die Weichen (Olsen-banden på sporet)
- 1976: Die Olsenbande sieht rot (Olsen-banden ser rødt)
- 1978: Die Olsenbande steigt aufs Dach (Olsen-banden går i krig)
- 1978: Theresa, die Diebin (Teresa la ladra)